# فرودگاه شهری استونینگتون
فرودگاه شهری استونینگتون (به انگلیسی: Stonington Municipal Airport) یک فرودگاه همگانی است که یک باند فرود آسفالت دارد و طول باند آن ۶۴۰ متر است. این فرودگاه در کشور ایالات متحده آمریکا قرار دارد و در ارتفاع ۹٫۱ متری از سطح دریا واقع شده است.